# スポーツ国民賞
スポーツ国民賞（スペイン語: Premios Nacionales del Deporte）は、スペインにおけるスポーツの賞。スポーツ上級委員会(CSD)が主宰し、スペイン王室が支援している。1982年に初めて受賞者が選出された。

## 受賞者一覧
| 年   | 年間最優秀男子選手賞                            | 年間最優秀男子選手賞    | 年間最優秀女子選手賞                                        | 年間最優秀女子選手賞 |
| 年   | 受賞者                                          | 競技                    | 受賞者                                                      | 競技                 |
| ---- | ----------------------------------------------- | ----------------------- | ----------------------------------------------------------- | -------------------- |
| 1982 | ホセ・マルティン                                | 陸上競技                | マルタ・フィゲラス＝ドッティ                                | ゴルフ               |
| 1983 | フアン・アントニオ・コルバラン                  | バスケットボール        | ブランカ・フェルナンデス・オチョア                          | スキー               |
| 1984 | ホセ・マヌエル・アバスカル                      | 陸上競技                | マルタ・ボボ                                                | 体操競技             |
| 1985 | ホセ・アメングアル                              | スピアフィッシング      | テレサ・サベル                                              | セーリング           |
| 1986 | ホセ・ルイス・ゴンサレス                        | 陸上競技                | マリ・クルス・ディアス                                      | 陸上競技             |
| 1987 | ホルヘ・マルティネス                            | モータースポーツ        | コラル・ビストゥエル                                        | テコンドー           |
| 1988 | ホセ・ドレステ                                  | セーリング              | ブランカ・フェルナンデス・オチョア                          | スキー               |
| 1989 | マヌエル・ペレイラ                              | フェンシング            | アナ・バウティスタ・レジェス                                | 体操競技             |
| 1990 | カルロス・サインツ                              | モータースポーツ        | サンドラ・マイエルス                                        | 陸上競技             |
| 1991 | マルティン・ロペス＝スベロ                      | 競泳                    | ミリアム・ブラスコ                                          | 柔道                 |
| 1992 | ミゲル・インドゥライン                          | 自転車競技              | ミリアム・ブラスコ アルムデナ・ムニョス                     | 柔道                 |
| 1993 | ヘスス・アンヘル・ガルシア バレンティ・マッサナ | 陸上競技                | カルメン・アセード                                          | 体操競技             |
| 1994 | ホセ・マリア・オラサバル                        | ゴルフ                  | アランチャ・サンチェス コンチタ・マルティネス               | テニス               |
| 1995 | ミゲル・インドゥライン                          | 自転車競技              | タイミ・チャッペ                                            | フェンシング         |
| 1996 | フェルミン・カチョ                              | 陸上競技                | テレサ・サベル ベゴニャ・ビア＝ドゥフレスネ                 | セーリング           |
| 1997 | ホアン・リャネラス                              | 自転車競技              | イサベル・フェルナンデス                                    | 柔道                 |
| 1998 | アレックス・コレチャ                            | テニス                  | ドリ・ルアーノ                                              | 自転車競技           |
| 1999 | アベル・アントン                                | 陸上競技                | ニウルカ・モンタルボ                                        | 陸上競技             |
| 2000 | ホアン・リャネラス ヘルバシオ・デフェル         | 自転車競技 体操競技     | イサベル・フェルナンデス                                    | 柔道                 |
| 2001 | パウ・ガソル                                    | バスケットボール        | シェリア・エレーロ                                          | スピードスケート     |
| 2002 | アルベルト・ガルシア                            | 陸上競技                | マルタ・ドミンゲス                                          | 陸上競技             |
| 2003 | フアン・カルロス・フェレーロ                    | テニス                  | ホアネ・ソマリバ                                            | 自転車競技           |
| 2004 | ダビド・カル                                    | カヌー                  | ベアトリス・フェレール＝サラット                            | 馬術                 |
| 2005 | フェルナンド・アロンソ                          | モータースポーツ        | ヘマ・メングアル                                            | 競泳                 |
| 2006 | ラファエル・ナダル                              | テニス                  | ライア・サンス                                              | モータースポーツ     |
| 2007 | ラファエル・トルヒーリョ                        | セーリング              | マイテ・マルティネス                                        | 陸上競技             |
| 2008 | ラファエル・ナダル                              | テニス                  | ビルヒニア・ルアノ・パスクアル アナベル・メディナ・ガリゲス | テニス               |
| 2009 | シャビ・エルナンデス                            | サッカー                | マルタ・ドミンゲス                                          | 陸上競技             |
| 2010 | ホルヘ・ロレンソ                                | モータースポーツ        | エドゥルネ・パサバン                                        | 登山                 |
| 2011 | フアン・カルロス・ナバーロ                      | バスケットボール        | タラ・パチェコ ベルタ・ベタンソス                           | セーリング           |
| 2012 | ジョエル・ゴンサレス                            | テコンドー              | マリーナ・アラバウ                                          | セーリング           |
| 2013 | ハビエル・ゴメス                                | トライアスロン          | ミレイア・ベルモンテ                                        | 競泳                 |
| 2014 | マルク・マルケス                                | モータースポーツ        | カロリーナ・マリン                                          | バドミントン         |
| 2015 | ハビエル・フェルナンデス                        | フィギュアスケート      | ルート・ベイティア                                          | 陸上競技             |
| 2016 | サウル・クラビオット                            | カヌー                  | マイアレン・コラント リディア・バレンティン                 | カヌー 重量挙げ      |
| 2017 | ラファエル・ナダル                              | テニス                  | サンドラ・サンチェス                                        | 空手                 |
| 2018 | レヒノ・エルナンデス アレハンドロ・バルベルデ   | スノーボード 自転車競技 | ジョアナ・パストラーナ                                      | ボクシング           |